# Мучной мост
Мучно́й мост — пешеходный металлический балочный мост-теплопровод через канал Грибоедова в Центральном районе Санкт-Петербурга, соединяет Казанский и Спасский острова. 

## Расположение
Перекинут через канал Грибоедова рядом с Мучным переулком. Выше по течению находится Банковский мост, ниже — Каменный мост.
Ближайшие станции метрополитена (600 м) — «Садовая», «Сенная площадь» и «Спасская».

## Название
Своё название мост получил в 1952 году по наименованию Мучного переулка.

## История
Первый мост на этом месте был построен в 1931 году для прокладки теплофикационных труб Ленэнерго, а также для движения пешеходов. Это был деревянный мост балочно-подкосной системы на деревянных свайных опорах. Общая длина моста была 18,86 м, ширина между перилами — 2,28 м. Деревянное пролётное строение состояло из трёх составных балок из брусьев 23х20 см, расположенных на расстоянии 110 см друг от друга по осям. Между балками были проложены две теплофикационные трубы диаметром 216 мм:11—12. 

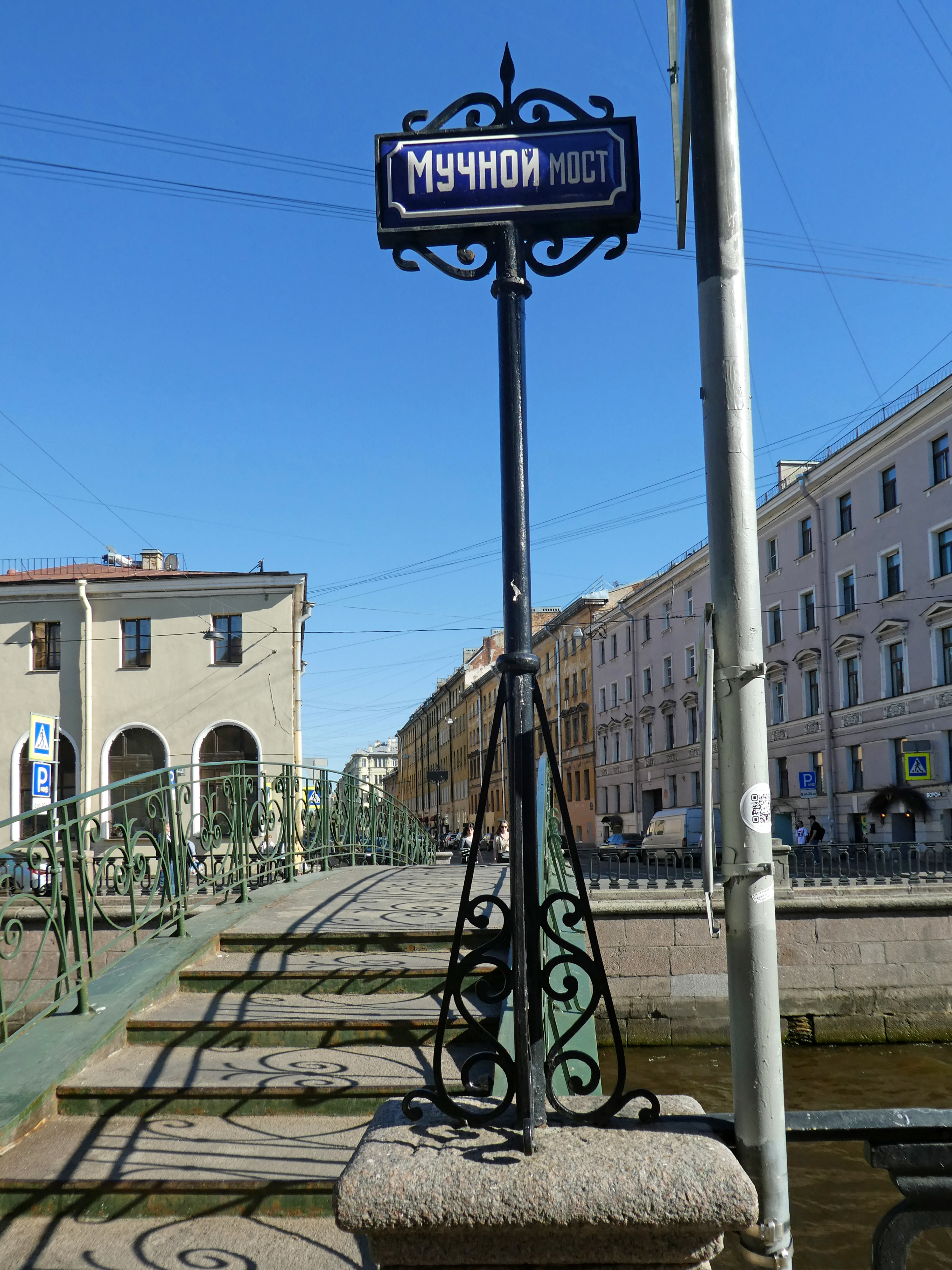
Табличка с названием Мучного моста

Ввиду полного загнивания и, как следствие аварийного состояния пролётного строения, в 1952 году мост был заменен новым металлическим. Проект выполнен в институте «Лендормостпроект» инженером П. В. Баженовым. Строительство вело СУ-1 треста «Ленмостострой» под руководством инженера В. Е. Ефимова. На мосту были установлены решётки, снятые при реставрации Банковского моста. 
В 2001—2002 годах выполнен капитальный ремонт моста, в ходе которого заменены и усилены поражённые коррозией металлоконструкции, заменены деревянные конструкции прохожей части:13. В 2014 году обследование Мучного моста показало, что он не соответствует современным требованиям по максимальной нагрузке, создаваемой как пешеходами, так и трубами теплосети. Осенью 2017 года мост был закрыт на капитальный ремонт. Проект капитального ремонта, разработанный институтом «ЛЕНГИПРОИНЖПРОЕКТ» (ГИП С. В. Горбунов), включал в себя полную замену пролётного строения и перильного ограждения с устройством новых монолитных устоев на свайном основании. Основные планово-высотные решения моста и прилегающих участков набережных сохранялись:16. Работы выполнял ООО «Карст». В марте 2018 года Мучной мост открылся после реконструкции.

## Конструкция
Мост однопролётный металлический балочный. По своей конструкции схож с Сенным мостом. Пролётное строение состоит из двух стальных двутавровых балок высотой в замках 0,8 м. Расстояния в осях главных балок — 2,26 м. Верхние и нижние пояса балок очерчены по циркульным кривым разных радиусов, что дает увеличение высоты балок у опор до 1,26 м. Монтажные стыки главных балок сварные и на высокопрочных болтах. Расчётный пролёт — 20,2 м:17. Устои монолитные железобетонные на свайном основании из буроинъекционных свай. Длина моста (по задним граням устоев) составляет 22,0 м, ширина — 2,3 м.
Мост предназначен для пешеходного движения и прокладки труб теплотрассы. Прохожая часть представляет собой съемные металлические панели, состоящие из металлических листов толщиной 12 мм, подкреплённых продольными и поперечными рёбрами жёсткости. Покрытие прохожей части моста — тонкослойное полимерное. Перильное ограждение металлическое сварное, простого рисунка. По фасадам главных балок устроен металлический карниз:17.